# 明け星/白銀
『明け星/白銀』（あけぼし/しろがね）は、LiSAのシングル。20枚目のシングルとして2021年11月17日にSACRA MUSICから発売。また、CDシングルリリースに先立ち、同年10月18日に「明け星」の単曲がフルサイズで先行配信された。表題曲の作詞作曲は、いずれも梶浦由記が手がけた。本作以降CDシングルのリリースとしては2024年の『Shouted Serenade』まで約2年間は一切行わず、配信シングル規格での媒体で販売していた（CDとしてのリリースは、6thアルバム『LANDER』のみ）。

## 概要
前作『HADASHi NO STEP』から約2か月を置いての発売となるシングルで、両A面シングルとしてのリリースは『赤い罠(who loves it?)/ADAMAS』以来約3年ぶり、表題曲の作詞作曲にLiSAが関わらないシングルは『ASH』以来4年ぶりとなる。表題曲の「明け星」「白銀」は、それぞれ、テレビアニメ『鬼滅の刃 無限列車編』のオープニング、エンディング主題歌となっている。
販売形態は、自身初となる期間生産限定盤と初回仕様限定盤の2形態のみでリリースされる（表題曲のミュージックビデオは収録されない）。期間生産限定盤は書き下ろしジャケット仕様で、テレビアニメ「鬼滅の刃」無限列車編 ノンクレジットOP・ED映像を収録したDVDが付属する。
「明け星」を2021年12月31日放送の『第72回NHK紅白歌合戦』において、全出場者のトップバッターで歌唱した。

## 受賞
明け星
- 第63回日本レコード大賞「優秀作品賞」

## チャート成績
2021年10月18日に先行配信された「明け星」は、初週71,182DLでダウンロード1位を記録し、他指標ではストリーミング19位、ラジオ6位、Twitter 19位となり、10月27日公開（集計期間：2021年10月18日～10月24日）のBillboard Japan Hot 100で首位を獲得した。なお同週の「オリコン週間デジタルシングル（単曲）ランキング」でも、初週75,630DLを記録して首位を獲得。女性アーティスト2021度最高初週DL数を記録した（2021年10月現在）。翌週のDownload Songsでも23,676DLを売り上げ、2週連続首位を記録した。
同年11月17日に「白銀」とともに本CDシングルが発売されると、2021年11月24日公開（集計期間：2021年11月15日～11月21日）のBillboard Japan Hot 100チャートにて、「明け星」「白銀」はそれぞれ総合3位、4位となった。「明け星」はCDポイントが加算され、シングル4位（45,181枚）、ルックアップ3位のポイントが牽引して、前週11位から3位に返咲きを果たしており、一方の「白銀」はダウンロード1位（46,374DL）が牽引して総合4位に初登場した。

## 認定とセールス
|                                | 認定 (RIAJ) | 売上/再生回数 |
| 「明け星」                     | 「明け星」  | 「明け星」    |
| ------------------------------ | ----------- | ------------- |
| ダウンロード                   | プラチナ    | 250,000 DL    |
| ストリーミング                 | 未公表      | -             |
| 「白銀」                       |             |               |
| ダウンロード                   | ゴールド    | 100,000* DL   |
| ストリーミング                 | 未公表      | -             |
| *認定のみに基づく売上/再生回数 |             |               |

## 収録曲
| 全作詞・作曲・編曲: 梶浦由記。 |                          |          |            |      |
| #                              | タイトル                 | 作詞     | 作曲・編曲 | 時間 |
| 1.                             | 「明け星」               | 梶浦由記 | 梶浦由記   | 4:29 |
| 2.                             | 「白銀」                 | 梶浦由記 | 梶浦由記   | 4:24 |
| 3.                             | 「明け星」(Instrumental) | 梶浦由記 | 梶浦由記   | 4:29 |
| 4.                             | 「白銀」(Instrumental)   | 梶浦由記 | 梶浦由記   | 4:24 |
| 5.                             | 「明け星」(TV ver.)      | 梶浦由記 | 梶浦由記   | 1:34 |
| 6.                             | 「白銀」(TV ver.)        | 梶浦由記 | 梶浦由記   | 1:31 |
| 合計時間:                      | 合計時間:                | 20:51    |            |      |

| #  | タイトル                                                          | 作詞 | 作曲・編曲 |
| -- | ----------------------------------------------------------------- | ---- | ---------- |
| 1. | 「明け星」(テレビアニメ「鬼滅の刃」無限列車編 non-credit opening) |      |            |
| 2. | 「白銀」(テレビアニメ「鬼滅の刃」無限列車編 non-credit ending)    |      |            |

## テレビ披露
| 放送日         | 番組名                                        | 放送局           | 演奏曲              | 出典   |
| -------------- | --------------------------------------------- | ---------------- | ------------------- | ------ |
| 2021年11月17日 | ベストアーティスト 2021                       | 日テレ系         | 「明け星」          | [ 18 ] |
| 2021年11月20日 | ミュージックステーション                      | テレビ朝日系     | 「明け星」          | [ 19 ] |
| 2021年11月27日 | SHIONOGI MUSIC FAIR                           | フジテレビ系     | 「明け星」          | [ 20 ] |
| 2021年12月1日  | 2021 FNS歌謡祭 第1夜                          | フジテレビ系     | 「明け星」          | [ 21 ] |
| 2021年12月20日 | CDTVライブ!ライブ!クリスマス4時間スペシャル   | TBS系            | 「明け星」          | [ 22 ] |
| 2021年12月20日 | CDTVライブ!ライブ!クリスマス4時間スペシャル   | TBS系            | 「白銀」 「明け星」 | [ 22 ] |
| 2021年12月24日 | ミュージックステーションスーパーライブ2021    | テレビ朝日系     | 「明け星」          | [ 23 ] |
| 2021年12月30日 | 第63回日本レコード大賞                        | TBS系            | 「明け星」          | [ 24 ] |
| 2021年12月31日 | 第72回NHK紅白歌合戦                           | NHK              | 「明け星」          | [ 25 ] |
| 2021年12月31日 | CDTVスペシャル！年越しプレミアライブ2021→2022 | TBS系            | 「明け星」          | [ 26 ] |
| 2022年11月12日 | SONGS OF TOKYO                                | NHKワールドJAPAN | 「明け星」 「往け」 | [ 27 ] |